# Branislav Škripek

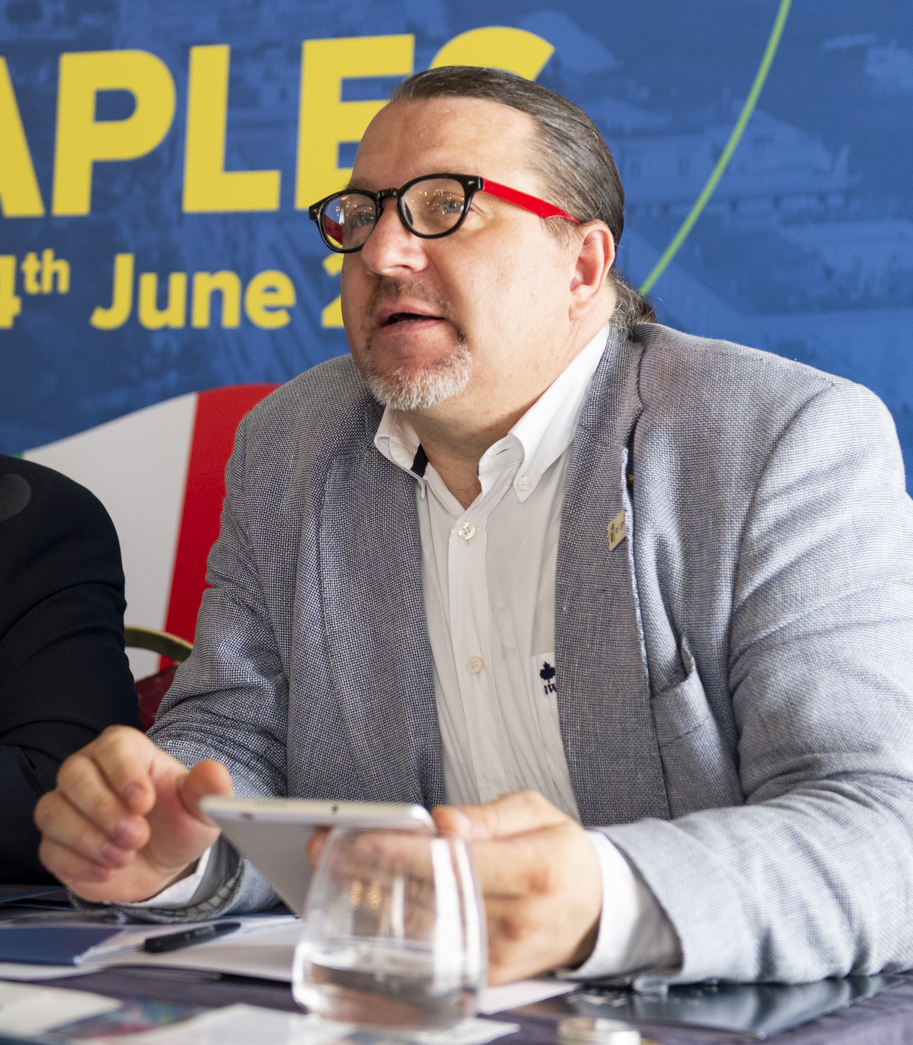
Branislav Škripek, 2019

Branislav Škripek (* 30. August 1970 in Piešťany) ist ein slowakischer Politiker der Kresťanská únia.
Škripek war von 2012 bis 2019 Mitglied der OĽaNO und gründete im Februar 2019 zusammen mit Anna Záborská die Kresťanská únia.
Škripek war von 2014 bis 2019 Abgeordneter im Europäischen Parlament. Dort war er Mitglied im Ausschuss für bürgerliche Freiheiten, Justiz und Inneres und in der Delegation für die Beziehungen zu Israel.
Seit 2014 ist er Mitglied und seit Ende 2016 ist er Vorsitzender der Europäischen Christlichen Politischen Bewegung (ECPM), einer christlich-fundamentalistischen europäischen Partei.